# Pulsatilla refulgens
Pulsatilla refulgens är en ranunkelväxtart som beskrevs av Gustave Beauverd. Pulsatilla refulgens ingår i släktet pulsatillor, och familjen ranunkelväxter. Inga underarter finns listade i Catalogue of Life.